# 阿扎茲

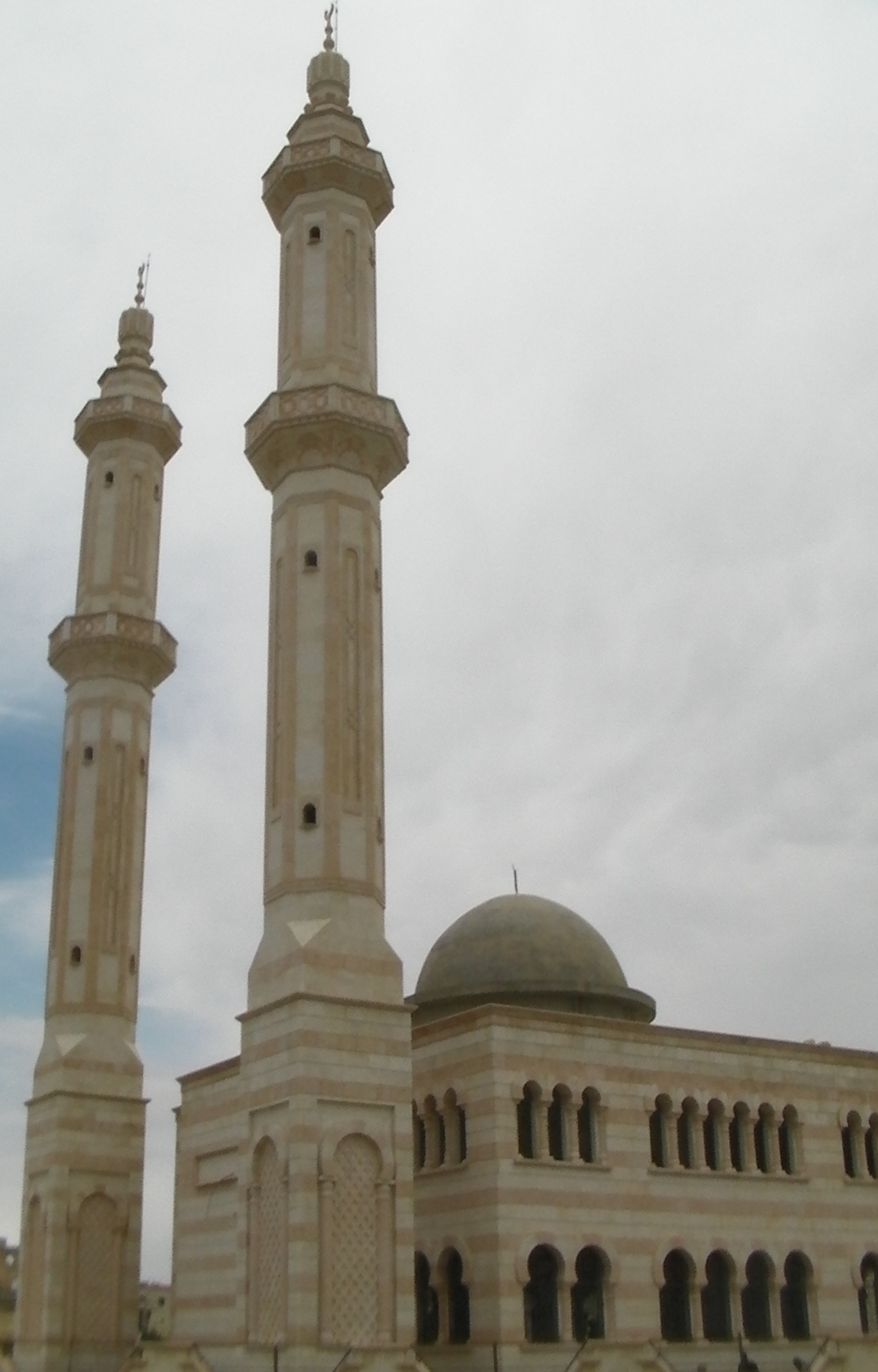

阿扎茲是敘利亞的城鎮，由阿勒頗省負責管轄，位於該國西北部，距離首府阿勒頗30公里，每年平均降雨量約500毫米，主要經濟活動是農業和畜牧業，2004年人口31,623。
36°21′N 37°02′E / 36.35°N 37.03°E